# Le Belge
Le Belge est le nom donné à la première locomotive à vapeur construite en Belgique et en Europe continentale, elle a été réalisée par les ateliers John Cockerill de Seraing sous licence Robert Stephenson and Company.
Elle est mise en service en décembre 1835 sur la première ligne (incluse depuis dans la ligne 25) de chemin de fer belge, entre les gares de l'allée verte à Bruxelles et Malines.
La locomotive originale n'existe plus mais deux maquettes en bois sont présentées au public. La plus ancienne à l'échelle 1/10, au Train World à la gare de Schaerbeek et l'autre, à l'échelle 1/1, à Vresse-sur-Semois.

## Histoire
Le 5 mai 1835, la Belgique inaugure sa première ligne de chemin de fer entre les gares de Bruxelles-Allée-Verte et Malines. Pour l'inauguration, trois convois parcourent la ligne avec des locomotives importées d'Angleterre, elles sont dénommées : no 1 « La Flèche », no 2 « Stephenson » et no 3 « l'Éléphant ». Le service d'exploitation est ensuite complété par deux locomotives également importées, en juillet c'est la no 4 « La Rapide » et en août la no 5 « L'Éclair », ce qui porte à cinq les locomotives anglaises, livrées par Robert Stephenson and Company, circulant sur cette ligne.
C'est le 30 décembre 1835 qu'à lieu la mise en service de la locomotive no 6 « Le Belge » construite par les ateliers John Cokerill de Seraing sous licence Robert Stephenson and Company. C'est la première locomotive à vapeur de chemin de fer construite en Belgique.

## Description
« Le Belge » est une locomotive dont la configuration des essieux est 111 (codification Europe). Elle comprend de l'avant à l'arrière, un essieu porteur à petites roues situé légèrement en arrière des deux cylindres, un essieu moteur avec des grandes roues indépendantes, et un deuxième essieu porteur à petites roues situé en arrière du foyer. Elle est d'une conception identique aux machines : no 1 « La Flèche », 3 « Stephenson », 4 « La Rapide » et 5 « L'Éclair », construites aux ateliers de Robert Stephenson à Newcastle.

## La locomotive «Le Belge» dans la culture

### Maquettes remarquables
En 1885, une réplique en bois et métal, réalisée d'après les plans originaux par l'arsenal de Malines sur commande de l'administration des chemins de fer de l'État, est présentée lors du « grand cortège » du cinquantenaire des chemins de fer en Belgique,.
La Société nationale des chemins de fer belges (SNCB) est propriétaire d'une maquette à l'échelle 1/10, réalisée en bois et métal par l'atelier central de Malines à une date inconnue. Elle a été exposée dans les musées des chemins de fer de Bruxelles avant leurs fermeture. Elle est maintenant exposée  dans le musée, Train World, situé à la gare de Schaerbeek.
En 1980, une reconstitution, en bois à l'échelle 1/1, a été réalisée pour le 150e anniversaire de la création de la Belgique par les habitants de Vresse-sur-Semois où elle est exposée dans un abri édifié pour sa préservation et sa présentation.

### Monnaie
Une pièce commémorative en argent de 5 euros a été réalisée pour les 175 ans des chemins de fer en Belgique en 2010. En accord avec la SNCB-Holding, elle présente une gravure de la locomotive « Le Belge » et d'un train Thalys.

### Timbre
La locomotive « Le Belge » a son image sur plusieurs timbres belges : le plus ancien d'¹⁄₂ francs est émis le 17 janvier 1949 et le plus récent est créé pour les 175 ans des chemins de fer en Belgique en 2010, intitulé « Sur la bonne voie », présentant une image de la locomotive avec son tender et des wagons et un train Thalys.